# Trèbes
Trèbes là một xã của Pháp, nằm ở tỉnh Aude trong vùng Occitanie.
Người dân địa phương trong tiếng Pháp gọi là Trébéens.

## Hành chính
| Danh sách các xã trưởng                |                  |                 |               |                           |
| Giai đoạn                              | Giai đoạn        | Tên             | Đảng          | Tư cách                   |
| tháng 3 năm 1989                       | tháng 3 năm 2014 | Claude Banis    | Divers droite |                           |
| 1910                                   |                  | Francois Jougla |               | Tổng ủy viên tổng Capendu |
| Tất cả các dữ liệu trước đây không rõ. |                  |                 |               |                           |

## Thông tin nhân khẩu
| 1793  | 1800  | 1806  | 1821  | 1831  | 1836  | 1841  | 1846  | 1851  |
| ----- | ----- | ----- | ----- | ----- | ----- | ----- | ----- | ----- |
| 1 087 | 1 087 | 1 206 | 1 387 | 1 607 | 1 707 | 1 773 | 1 901 | 1 871 |

| 1856  | 1861  | 1866  | 1872  | 1876  | 1881  | 1886  | 1891  | 1896  |
| ----- | ----- | ----- | ----- | ----- | ----- | ----- | ----- | ----- |
| 1 888 | 1 714 | 1 764 | 1 765 | 2 001 | 2 171 | 2 209 | 1 858 | 1 804 |

| 1901  | 1906  | 1911  | 1921  | 1926  | 1931  | 1936  | 1946  | 1954  |
| ----- | ----- | ----- | ----- | ----- | ----- | ----- | ----- | ----- |
| 1 840 | 2 006 | 1 962 | 2 000 | 1 992 | 2 021 | 2 068 | 2 057 | 2 179 |

| 1962                                         | 1968  | 1975  | 1982  | 1990  | 1999  | 2005  | - | - |
| -------------------------------------------- | ----- | ----- | ----- | ----- | ----- | ----- | - | - |
| 2 294                                        | 2 958 | 4 007 | 5 526 | 5 575 | 5 495 | 6 118 | - | - |
| Số liệu kể từ 1962 : dân số không tính trùng |       |       |       |       |       |       |   |   |

- Michel Amardeilh

## Di tích

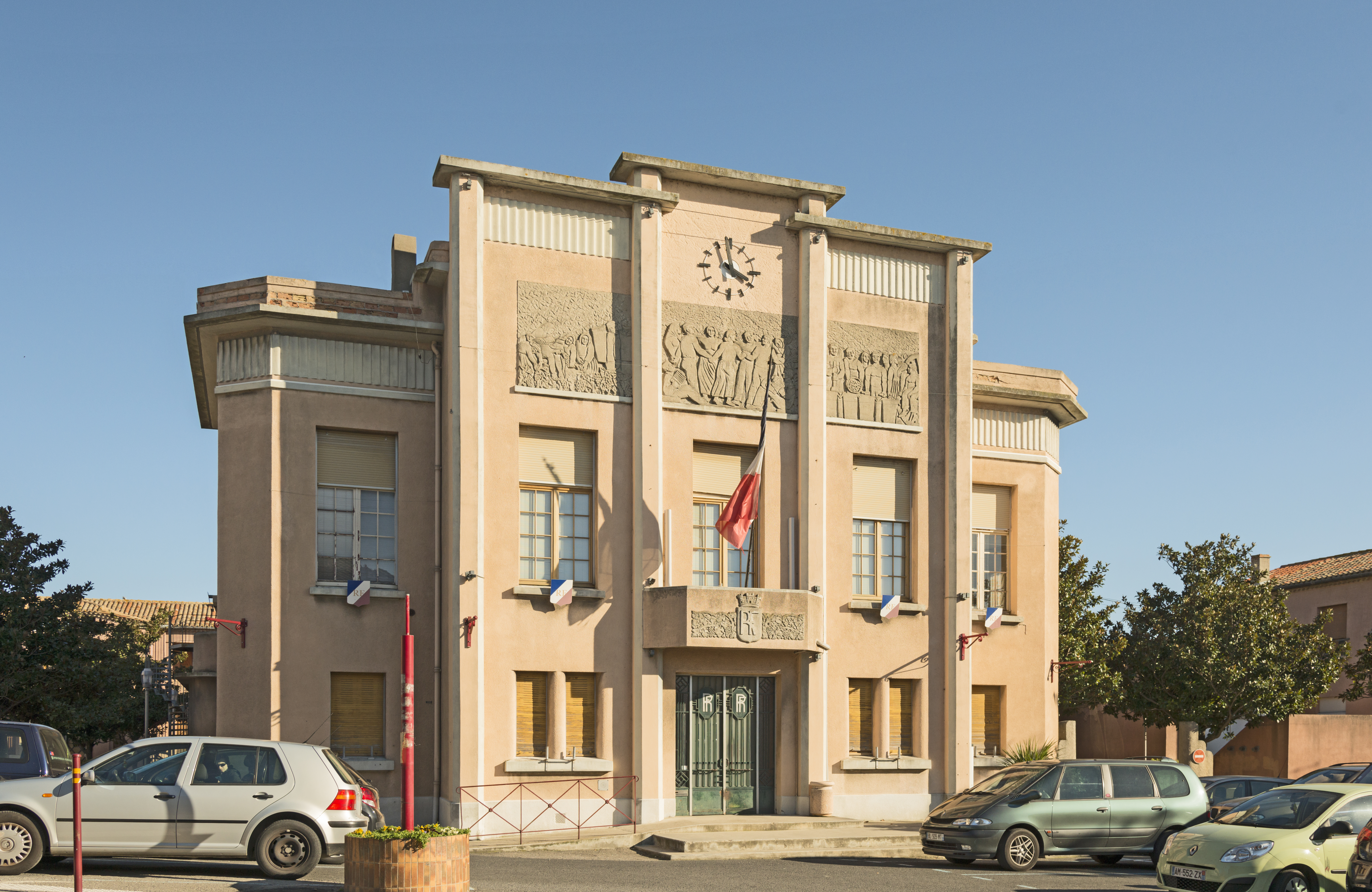
Tòa thị sảnh
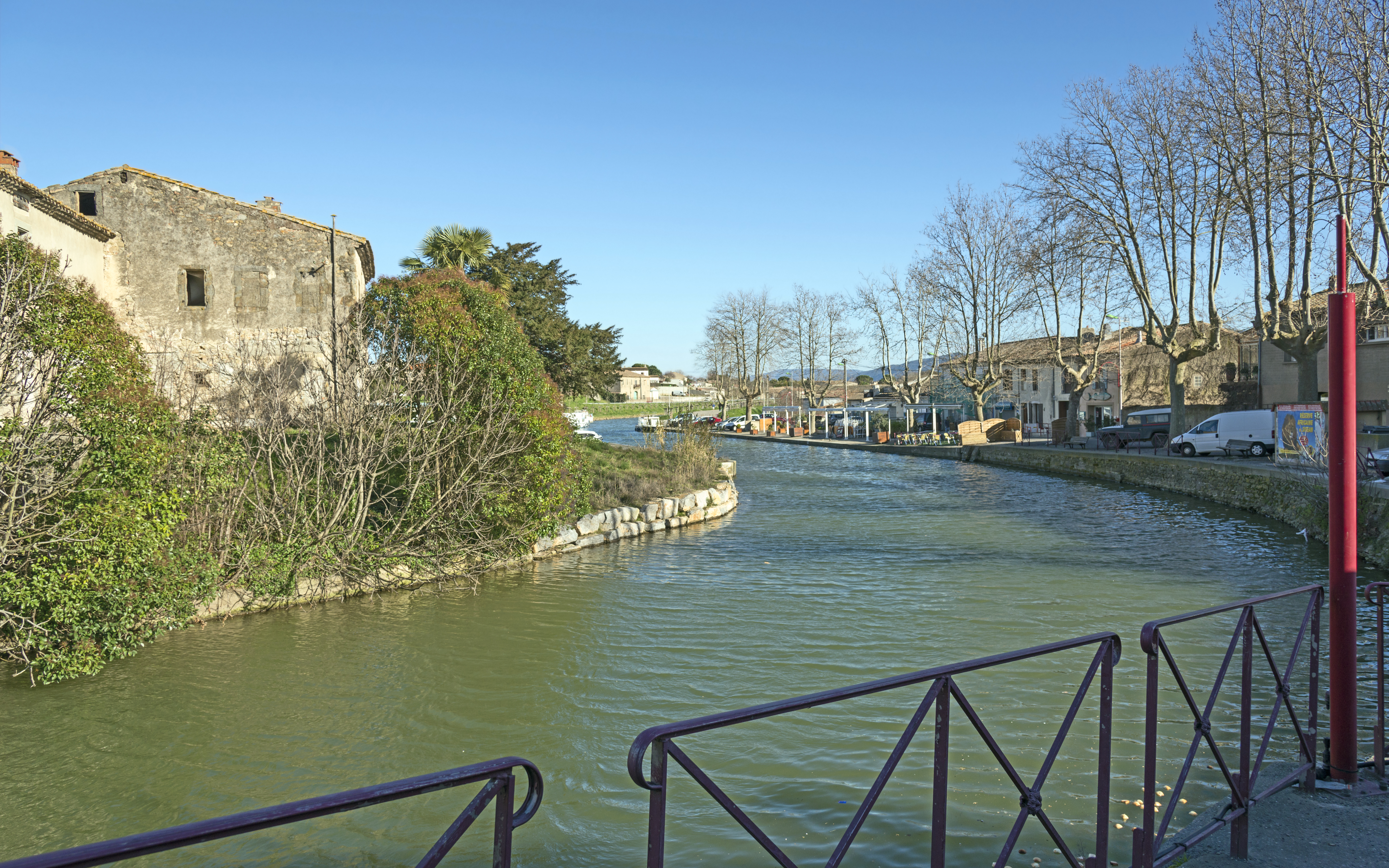
Canal du Midi
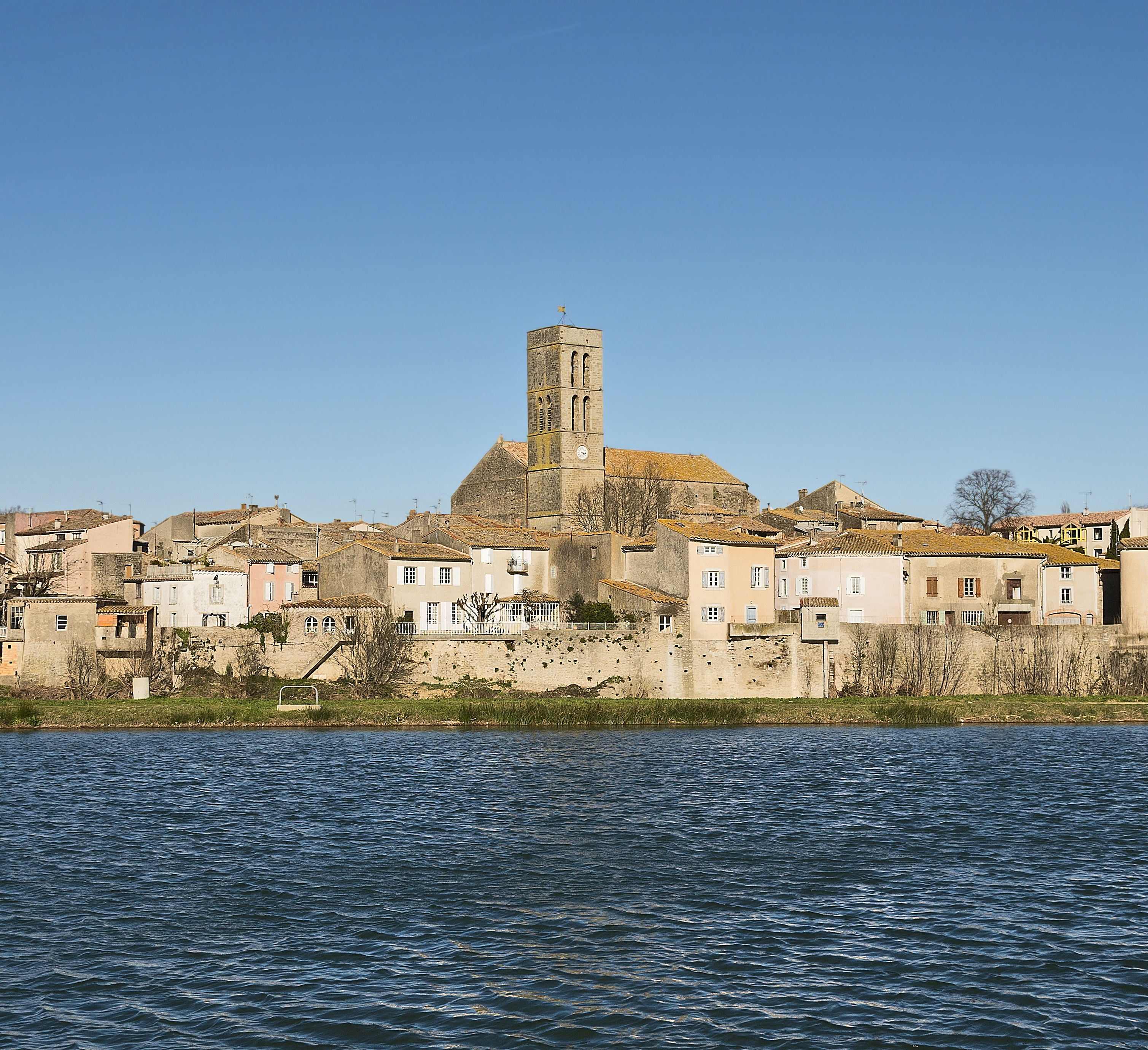
Nhà thờ Saint-Étienne
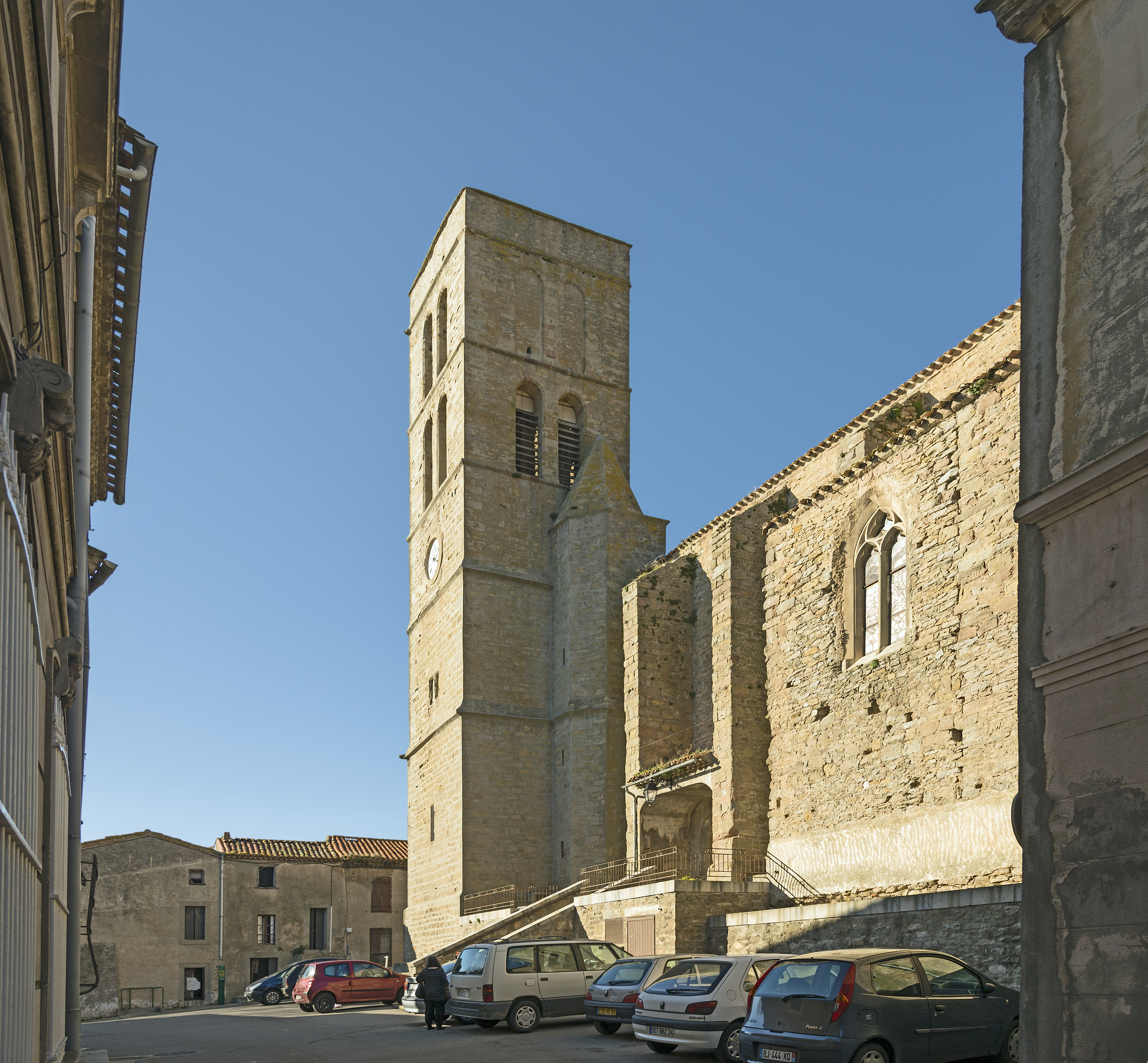